# WatiBigali
Singles de Big Ali
Bring Me Coconut
(2012)
WatiBigali est une chanson du DJ et rappeur américain Big Ali en duo avec le label Wati B représenté par Dry, Black M et Dadju. Le single sort le 19 décembre 2012 sous le label Madison. La chanson est écrite par le rappeur Dry, Ali Fitzgerald Moore, Renaud Rebillaud, Black Mesrimes, et produit par le groupe Wati B. Le single se classe dans deux pays francophone, en France et en Belgique (Wallonie).

## Classement par pays
| Classement (2012-2013)                  | Meilleure position |
| --------------------------------------- | ------------------ |
| France (SNEP)                           | 9                  |
| France (Club 40)                        | 1                  |
| Belgique (Flandre Ultratop 50 Singles)  | 75                 |
| Belgique (Wallonie Ultratop 50 Singles) | 7                  |